# Упазіла

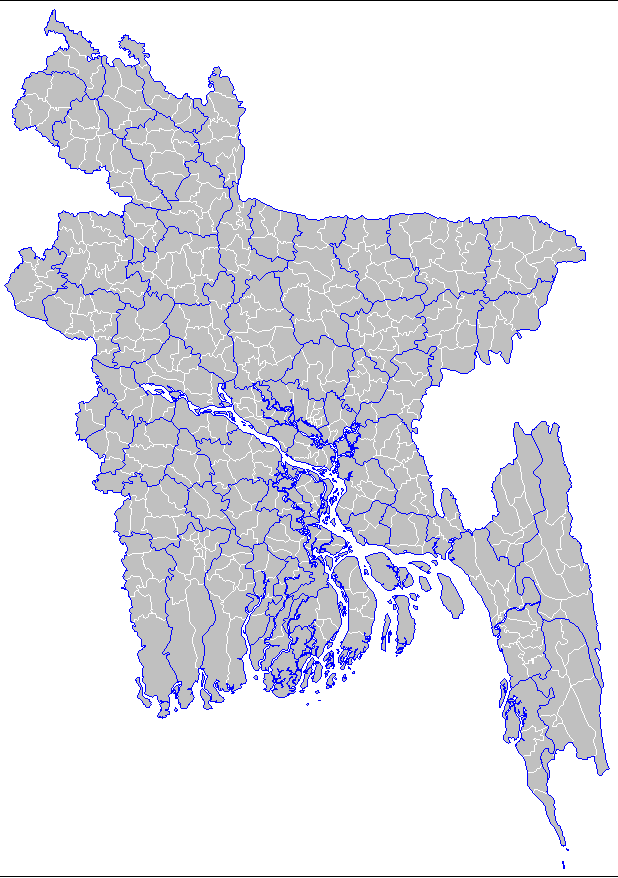
Упазіли Бангладеш

Упазіла (бенг. উপজেলা, upojela, англ. upazila) — адміністративна одиниця Бангладеш третього рівня. Бангладеш поділений на 6 регіонів (বিভাগ, divisions), ті, у свою чергу, на 64 округи (জেলাসমূহ, districts), а ті на упазіли. До 1982 року одиницями третього рівню були також тхани, в країні було 482 упазіл і 599 тхан, але з 1982 року тхани також отримали статус упазіл.

## Ресурси Інтернету
- Мапи упазіл

| Бангладеш | Це незавершена стаття з географії Бангладеш. Ви можете допомогти проєкту, виправивши або дописавши її. |